# Stephen P. Laurie
Stephen P. Laurie, är en brittisk astronom.
Minor Planet Center listar honom som S. P. Laurie och som upptäckare av 50 asteroider.
Han upptäckte även supernovan SN 1997bq i NGC 3147.

## Asteroid upptäckt av Stephen P. Laurie
| 7603 Salopia          | 25 juli 1995      |
| 9421 Violilla         | 24 december 1995  |
| 9428 Angelalouise     | 26 februari 1996  |
| (10212) 1997 RA7      | 3 september 1997  |
| 10216 Popastro        | 22 september 1997 |
| (10383) 1996 SR7      | 16 september 1996 |
| (11601) 1995 SE4      | 28 september 1995 |
| 11626 Church Stretton | 8 november 1996   |
| (12785) 1995 ST       | 19 september 1995 |
| (12786) 1995 SU       | 19 september 1995 |

| (13152) 1995 QK   | 19 augusti 1995   |
| (13687) 1997 RB7  | 7 september 1997  |
| (16753) 1996 QS1  | 21 augusti 1996   |
| (16771) 1996 UQ3  | 19 oktober 1996   |
| (17660) 1996 VP6  | 7 november 1996   |
| (20199) 1997 DR   | 28 februari 1997  |
| (21281) 1996 TX14 | 13 oktober 1996   |
| (22431) 1996 DY2  | 28 februari 1996  |
| (24828) 1995 SE1  | 20 september 1995 |
| (26972) 1997 SM3  | 21 september 1997 |

| (26981) 1997 UJ15 | 25 oktober 1997   |
| (27902) 1996 RA5  | 13 september 1996 |
| (27908) 1996 TX9  | 4 oktober 1996    |
| (28015) 1997 YG9  | 26 december 1997  |
| (31144) 1997 TM26 | 7 oktober 1997    |
| (32930) 1995 SC4  | 24 september 1995 |
| (37733) 1996 UD1  | 16 oktober 1996   |
| (39663) 1995 WM1  | 16 november 1995  |
| (39676) 1996 DQ1  | 20 februari 1996  |
| (39749) 1997 BW6  | 28 januari 1997   |

| (46690) 1997 AN23 | 14 januari 1997   |
| (48625) 1995 QF   | 16 augusti 1995   |
| (48632) 1995 SV29 | 29 september 1995 |
| (55825) 1995 SD4  | 27 september 1995 |
| (55839) 1996 LH1  | 13 juni 1996      |
| (55846) 1996 RJ5  | 15 september 1996 |
| (58367) 1995 QL   | 19 augusti 1995   |
| (58403) 1995 WL1  | 16 november 1995  |
| (58425) 1996 DR1  | 20 februari 1996  |
| (73818) 1995 WP1  | 17 november 1995  |

| (73951) 1997 UK8  | 21 oktober 1997   |
| (85369) 1996 DX2  | 26 februari 1996  |
| (90863) 1996 QR1  | 17 augusti 1996   |
| (100323) 1995 OY1 | 22 juli 1995      |
| (100447) 1996 RB5 | 14 september 1996 |
| (100458) 1996 TP3 | 4 oktober 1996    |
| (129503) 1995 OZ1 | 24 juli 1995      |
| (129542) 1996 RK5 | 15 september 1996 |
| (157813) 1995 WN1 | 16 november 1995  |
| (160526) 1996 RZ4 | 13 september 1996 |